# 세르주 두피르

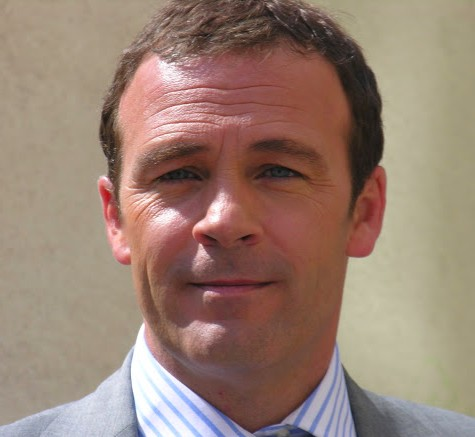

세르주 두피르(Serge Dupire, 1958년 5월 23일 ~ )는 캐나다의 배우, 영화배우, 텔레비전 배우이다.

## 영화
- 킹크랩의 습격 (2008년)
- 서스펙트 (2007년)
- 히트 앤 런 (2002년)
- 프랑스 대혁명 (1989년)
- 호텔의 여인 (1984년) - 시몽 역